# جون كونواي (لاعب كرة قدم أيرلندي)
جون كونواي (بالإنجليزية: John Conway)‏ هو لاعب كرة قدم أيرلندي، ولد في 11 يوليو 1951 في دبلن في جمهورية أيرلندا. لعب مع نادي بوهيميان ونادي شامروك روفرز ونادي فولهام ونادي فينترتور.

## روابط خارجية
- جون كونواي على موقع الاتحاد الأوربي (الإنجليزية)
- جون كونواي على موقع قاعدة بيانات كرة القدم.إي يو (الإنجليزية)
- جون كونواي على موقع عالم كرة القدم.نت (الإنجليزية)